# Victor Rousseau

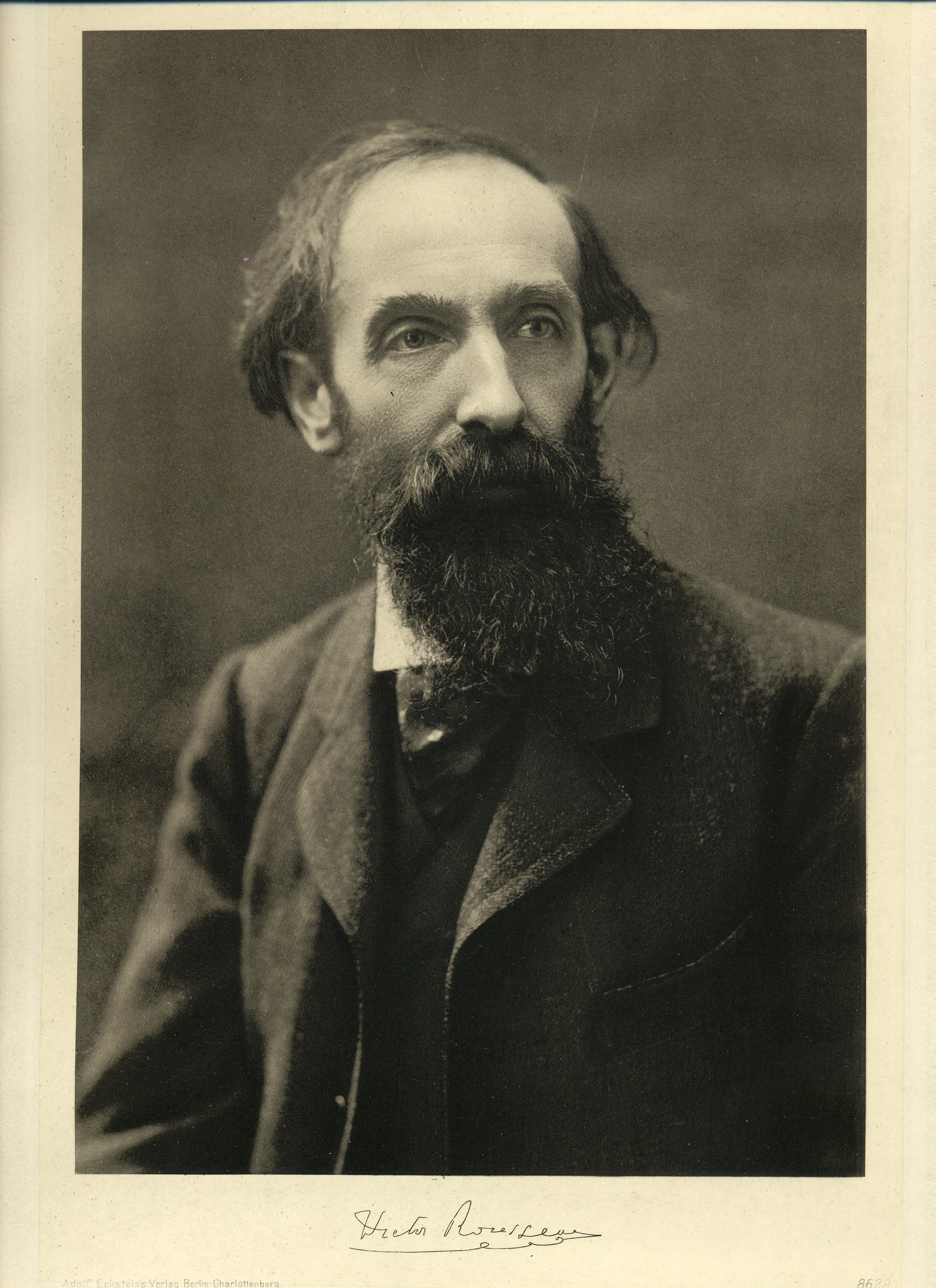
Victor Rousseau.

Victor Rousseau, född den 15 december 1865 i Feluy, död den 17 mars 1954, var en belgisk skulptör.
Rousseau var först stenarbetare, sedan under sex år ornamentsbildhuggare. Han blev 1888 lärjunge vid Kungliga Konstakademien i Bryssel till van der Stappen och utställde 1890 med gruppen Tankens smärta. Detta förskaffade honom ett resestipendium, varefter han studerade  i Italien och Frankrike för att återkomma till hemlandet 1894. Han utvecklade en både frodig och betydande verksamhet.
Bland hans arbeten märks Kvinnan vid 30 år (1894), Läsaren (1896, museet i Glasgow), Jungfrulig kärlek och Kärlekssång (bronsreliefer 1893 och 1896), Demeter (staty 1898, de tre sistnämnda i museet i Bryssel), Människolivets sorgespel ("Drame humain", av gripande allvar, 1901), Illusionens systrar ("Les sœurs de l'illusion", marmorgrupp 1901, museet i Bryssel), Mot livet (bronsgrupp av tre ynglingar, på samma plats) och bysten Den blinda (med vackert uttryck av resignerad sorg). 
Bland hans monumentala verk märks en minnesstod över borgmästar Buls och en figurrik fontän för en park i Bryssel. Statyetten Vid levnadsbanans början finns i Glyptoteket i Köpenhamn och en porträttbyst (Constantin Meunier) i Berlins nationalgalleri. Rousseau var 1901–1916 professor i dekorativ skulptur vid Bryssels konstakademi. 